# Deutsche Liga für Völkerbund
Die Deutsche Liga für Völkerbund (DLfV) war eine Organisation, die sich zwischen 1918 und 1933 in Deutschland für die Völkerbund-Idee einsetzte.

## Geschichte
Die Deutsche Liga für Völkerbund wurde nach Ende des Ersten Weltkrieges am 17. Dezember 1918 in Berlin unter maßgeblicher Beteiligung des Auswärtigen Amtes durch Einsetzung eines Arbeitsausschusses gegründet. Zu den Gründern gehörten Sozialdemokraten (Mehrheitssozialdemokraten sowie Vertreter der Unabhängigen Sozialdemokratischen Partei Deutschlands), Politiker liberaler Parteien und des Zentrums, ferner Diplomaten, Wissenschaftler, Unternehmer und Vertreter von Wirtschaftsverbänden. Zu diesem Personenkreis zählten beispielsweise Matthias Erzberger, Hans Simons, Walther Schücking, Ernst Jäckh, Robert Bosch, Hjalmar Schacht und Wilhelm Cuno.
Die DLfV diente der Vorbereitung und Sicherung des Völkerbundes, der Propagierung der Völkerbund-Idee und der Zusammenarbeit mit gleich gesinnten Organisationen des Auslands. Zudem galt die wissenschaftliche Befassung mit dem Völkerbund als Organisationszweck. Die Liga publizierte eine Vielzahl von Broschüren und Flugschriften und organisierte einige Kundgebungen.
Die DLfV hatte gute Verbindungen zum Reichsaußenministerium. Zwei ihrer Mitglieder bekleideten vorübergehend das Amt des Außenministers – Walter Simons und Friedrich Rosen. Sie wurde zudem vom Außenministerium finanziell gefördert und ihrem Etat 1928 eingegliedert. Sie sprach sich gegen den Friedensvertrag von Versailles aus und warb für den Beitritt Deutschlands zum Völkerbund, der 1926 erfolgte.
Die lockere Kooperation mit der dem Deutschen Friedenskartell, einer Dachorganisation pazifistischer Vereinigungen, wurde gelöst, als sich die DLfV Politikern rechter Parteien öffnete. Zu diesen gehörten Walter Lambach, eine Führungspersönlichkeit des Deutschnationalen Handlungsgehilfen-Verbands, Otto Hoetzsch und Axel von Freytagh-Loringhoven.
Nach der Machtergreifung durch die Nationalsozialistische Deutsche Arbeiterpartei erfolgte 1933 die Gleichschaltung und Umbenennung in Deutsche Gesellschaft für Völkerbundsfragen. Den Vorsitz hatte nun Heinrich Schnee, ehemals Gouverneur von Deutsch-Ostafrika. Die Gesellschaft wurde zum Sprachrohr der Außenpolitik des Deutschen Reiches. Nach dem Austritt Deutschlands aus dem Völkerbund und dem Verlassen der Genfer Abrüstungskonferenz 1933 hatte sie kaum noch Bedeutung. Sie bestand bis 1945 fort, bis dahin befasste sie sich vorwiegend mit völkerrechtlichen Studien.

## Bekannte Mitglieder
- Max von Baden, letzter Reichskanzler des Kaiserreichs
- Johann Heinrich von Bernstorff, deutscher Botschafter in den USA und DDP-Reichstagsmitglied, ab 1922 Präsident der DLfV, 1929  Präsident des internationalen Verbands der Völkerbundligen
- Robert Bosch, Industrieller
- Wilhelm Cuno, parteiloser Politiker und von 1922 bis 1923 Reichskanzler in der Weimarer Republik
- Friedrich Ebert, Vorsitzender der SPD und von 1919 bis 1925 Reichspräsident
- Anna Bernhardine Eckstein, Lehrerin und Pazifistin, organisierte 1907 Petitionen an die II. Haager Friedenskonferenz und eine weitere an die III. Haager Friedenskonferenz, die nicht zustande kam.
- Matthias Erzberger, Publizist und Zentrums-Politiker, Leiter der Waffenstillstandskommission und Reichsfinanzminister
- Hugo Haase, Politiker und Pazifist, von 1911 bis 1916 Vorsitzender der SPD, 1918 für zwei Monate stellvertretender Reichskanzler.
- Ernst Jäckh, Journalist, Geschäftsführer des Deutschen Werkbundes und Hochschullehrer an der Deutschen Hochschule für Politik in Berlin, dem New Commonwealth Institute in London und der Columbia University in New York City
- Otto Junghann, Landrat, Regierungspräsident und Leiter internationaler Organisationen sowie Aktivist für Minderheitsrechte
- Hjalmar Schacht, Politiker, Bankier, von 1923 bis 1930 und 1933 bis 1939 Reichsbankpräsident und von 1934 bis 1937 Reichswirtschaftsminister
- Philipp Scheidemann, Reichskanzler in der Weimarer Republik, Vorsitzender der SPD
- Walther Schücking, liberaler Politiker, Völkerrechtler und erster ständiger Richter aus Deutschland am Ständigen Internationalen Gerichtshof in Den Haag
- Hans Simons, Jurist, Verwaltungsbeamter und Politikwissenschaftler
- Ernst Kliemke, Schriftsteller, Esperantist, Freimaurer, ehem. Direktor der Ostafrikanischen Eisenbahn

## Publikationen (Auswahl)
- Das Ultimatum der Entente – Vollständiger Text der Mantelnote und der Antwort auf die deutschen Gegenvorschläge. Amtlicher Wortlaut. Engelmann, Berlin 1919.
- Deutschland und der Völkerbund. Hobbing, Berlin 1926.